# Przyjaźń (gromada)
Przyjaźń (do 31 XII 1957 Skrzeszewo Żukowskie) – dawna gromada, czyli najmniejsza jednostka podziału terytorialnego Polskiej Rzeczypospolitej Ludowej w latach 1954–1972.
Gromady, z gromadzkimi radami narodowymi (GRN) jako organami władzy najniższego stopnia na wsi, funkcjonowały od reformy reorganizującej administrację wiejską przeprowadzonej jesienią 1954 do momentu ich zniesienia z dniem 1 stycznia 1973, tym samym wypierając organizację gminną w latach 1954–1972.
Gromadę Przyjaźń z siedzibą GRN w Przyjaźni utworzono 1 stycznia 1958 w powiecie kartuskim w woj. gdańskim przez przeniesienie siedziby gromady Skrzeszewo Żukowskie ze Skrzeszewa Żukowskiego do Przyjaźni i zmianę nazwy jednostki na gromada Przyjaźń.
1 stycznia 1960 do gromady Przyjaźń włączono miejscowość Sulmin ze zniesionej gromady Leźno w tymże powiecie.
31 lipca 1968 gromadę zniesiono, a jej obszar włączono do gromady Żukowo w tymże powiecie.